# 三郷郵便局
三郷郵便局
（みさとゆうびんきょく）
- 埼玉県三郷市にある郵便局。本記事にて記述する。
- 長野県安曇野市にある郵便局。局番号は11140。
- 岐阜県恵那市にある郵便局。局番号は24222。

（さんごうゆうびんきょく）
- 新潟県上越市にある郵便局。局番号は12362。
- 富山県富山市にある郵便局。局番号は32142。

三郷簡易郵便局（さんごうかんいゆうびんきょく）
- 山形県西村山郡大江町にある簡易郵便局。局番号は85752。

三郷郵便局（みさとゆうびんきょく）は埼玉県三郷市中央にある郵便局。民営化前の分類では集配普通郵便局であった。

## 概要
住所：〒341-8799 埼玉県三郷市中央5−2−1

## 沿革
- 1881年（明治14年）7月18日 - 戸ヶ崎（とがさき）郵便局（五等）として開設[1]。
- 1885年（明治18年）10月1日 - 貯金取扱を開始。
- 1892年（明治25年）5月16日 - 為替取扱を開始。
- 1958年（昭和33年）4月1日 - 三郷郵便局に改称[2]。
- 1967年（昭和42年）8月22日 - 電話交換および和文電報配達業務を三郷電報電話局に移管。
- 1970年（昭和45年）2月2日 - 特定郵便局から普通郵便局に局種別改定。
- 1987年（昭和62年）3月30日 - 三郷市谷口から、同市谷中に局舎を新築、移転。
- 1998年（平成10年）9月1日 - 外国通貨の両替および旅行小切手の売買に関する業務取扱を開始。
- 2007年（平成19年）10月1日 - 民営化に伴い、併設された郵便事業三郷支店に一部業務を移管。
- 2012年（平成24年）10月1日 - 日本郵便株式会社発足に伴い、郵便事業三郷支店を三郷郵便局に統合。

## 取扱内容
- 郵便、印紙、ゆうパック、内容証明
- 貯金、為替、振替、振込、国際送金、外貨両替・トラベラーズチェック、国債、投資信託
- 生命保険、バイク自賠責保険、自動車保険
- ゆうちょ銀行ATM
- 三郷市内の集配業務
- ゆうゆう窓口

## 周辺
- 三郷市役所
- 三郷市立図書館
- 三郷市消防本部
- 三郷中央総合病院
- 埼玉県立三郷高等学校
- 国道298号
- 東京外環自動車道
- 江戸川
- 中川

## アクセス
- 首都圏新都市鉄道つくばエクスプレス 三郷中央駅から徒歩約9分
- 東武バス 三郷郵便局前停留所下車
- 常磐自動車道 三郷IC、東京外環自動車道 外環三郷西IC、首都高6号三郷線 三郷出入口から南東へ約2km
- 駐車場あり：17台